# Сумбатян, Межлум Альбертович
Сумбатя́н Межлу́м Альбе́ртович (5 февраля, 1954, Луганск, Украинская ССР, СССР) — советский и российский учёный в области механики деформируемого твердого тела, механики жидкости и газа, доктор физико-математических наук (1995), профессор (2001), иностранный член Национальной академии наук Республики Армения.

## Образование
- Окончил механико-математический факультет Ростовского государственного университета (кафедра теоретической гидроаэромеханики) в 1976 году по специальности «механика».
- Окончил аспирантуру Института проблем механики (ИПМ) АН СССР (ныне — РАН) в 1980 году.
- Защитил кандидатскую диссертацию на тему «Некоторые неклассические контактные задачи вязкоупругости» (выполнена под руководством проф. В. М. Александрова) в 1980 году по специальности 01.02.04: Механика деформируемого твердого тела.
- Защитил докторскую диссертацию на тему «Исследование высокочастотных волновых процессов в упругих средах с приложением к задачам ультразвукового неразрушающего контроля» (научный консультант: академик РАН, проф. И. И. Ворович) в 1995 году по специальности 01.02.04: Механика деформируемого твердого тела.
- Присвоено учёное звание профессора в 2001 году.[1]

## Научная и педагогическая деятельность
- Ассистент кафедры теоретической механики Ростовского инженерно-строительного института с 1981 года по 1985 год.
- Научный сотрудник научно-исследовательского института механики и прикладной математики (НИИМиПМ) при Ростовском государственном университете с 1985 года по 2001 год.
- Заведующий лабораторией ультразвука НИИМиПМ РГУ (ЮФУ) с 1989 года.
- Профессор кафедры теоретической гидроаэромеханики мехмата РГУ с 2001 года.
- Заведующий кафедрой теоретической и компьютерной гидроаэродинамики ЮФУ с 2011 года.
- Член Российского акустического общества, член Американского акустического общества, член Технического комитета Европейского акустического общества по строительной и архитектурной акустике, член Национального комитета Российской федерации по теоретической и прикладной механике, иностранный член Национальной академии наук Республики Армения.
- Член диссертационного совета Д 212.208.06 ЮФУ.
- Руководитель научных проектов по грантам ISF, ИНТАС, РФФИ.[2]
- Проводил совместные научные исследования в университетах Италии, Швеции, Великобритании, Греции.
- Член редколлегии журнала «Mathematical Problems in Engineering Aerospace and Sciences» (Кембриджский университет).
- Опубликовал 167 научных работ, среди которых монографии в издательстве CRC PRESS (США).[1]

## Основные научные результаты
- Является основателем научной школы «Волновые процессы в механике и аэроакустике».
- Разработал оригинальные полуаналитические методы решения задач аэроакустики и теории упругости.
- Получил ряд результатов высокой значимости в задачах коротковолновой дифракции и задачах по восстановлению формы дефектов в упругих средах.
- Получил также ряд результатов в экономических задачах и задачах гидромеханики.

## Преподаваемые дисциплины
- Аэроакустика.
- Метод граничных интегральных уравнений.
- Современные численные методы в механике жидкости.
- Экспериментальные методы в механике жидкости и газа.
- История и методология механики.
- Цифровая обработка изображений.

## Публикации
- М.А. Сумбатян, А. Скалия. Основы теории дифракции с приложениями в механике и акустике : монография. — М.: Физматлит, 2013. — 327 с.